# Vengeance (roman)
Pour les articles homonymes, voir Vengeance.
Vengeance (titre original : Hardcase) est un roman policier de l'auteur américain Dan Simmons paru en 2001 et mettant en scène le détective Joe Kurtz. C'est le premier tome d'une trilogie poursuivie en 2002 avec Revanche et achevée en 2003 avec le dernier volet, Une balle dans la tête.

## Éditions
- Hardcase, St. Martin's Minotaur, 24 juillet 2001, 288 p.  (ISBN 978-0-312-27497-9)
- Vengeance, Le Rocher, 14 novembre 2001, trad. Guy Abadia, 243 p.  (ISBN 978-2-268-04104-9)
- Vengeance, Pocket no 17707, 17 février 2022, trad. Guy Abadia, 288 p.  (ISBN 978-2-266-29809-4)